# Гарькава Тетяна Анатоліївна
Тетя́на Анато́ліївна Гарька́ва (нар. 30 жовтня 1963, смт Петриківка, Петриківського району, Дніпропетровської області) — українська художниця, викладачка, Заслужений майстер народної творчості України, Народний майстер петриківського розпису, віце-президент громадської організації «Асоціація майстрів народного мистецтва України».

## Життєпис

### Освіта
- 1974-1978 — навчання у Петриківській дитячій художній школі ім. Т. Я. Пати (вчителі — Ф. С. Панко, Латун О. І.);
- 1978-1982 — навчання у Дніпропетровському державному художньому училищі ім. Є. В. Вучетича;
- 1982 — учениця петриківського розпису Заслуженого майстра народної творчості України Ф. С. Панка;
- 2007-2010 — навчання в Дніпропетровському національному університеті ім. О. Гончара, факультет «Українська філологія та мистецтвознавство».

### Праця
- 1983-2000 — майстриня петриківського розпису в експериментальному цеху Дніпропетровського художньо-виробничого комбінату Художнього фонду УРСР (с. Петриківка).
- 1983-1990 — викладачка Петриківської дитячої художньої школи.
- 2000 — майстриня Петриківського розпису в центрі народного мистецтва «Петриківка».
- З 2004 — викладачка спецдисциплін (образотворчого та декоративно-прикладного мистецтва) в Дніпропетровському театрально-художньому коледжі[1], доцент кафедри образотворчого мистецтва та дизайну Дніпропетровського національного університету імені Олеся Гончара, голова циклової комісії «ДПМ».

## Участь в професійних спілках
- Член молодіжного об'єднання Спілка художників СРСР (1989).
- Член Національної спілки художників України (1990).

## Звання, нагороди, премії
- Заслужений майстер народної творчості України (2006).
- Мистецька премія ім. Т. Пати (2008).
- Пам'ятна медаль за вагомий внесок у розвиток Дніпропетровської області (2010).
- Відзнака «Найкраща жінка Придніпров'я-2012».
- Має дипломи та грамоти Міністерства культури та туризму України.
- Відзнака Президента України — ювілейна медаль «25 років незалежності України».[2]

## Виставкова діяльність
Учасниця обласних, республіканських, всеукраїнських та міжнародних художніх виставок з 1981 року.

### Персональні виставки
Має більше 20 персональних виставок, в тому числі:
- 1990 — перша персональна виставка творів у Дніпропетровському художньому музеї та виставковій залі Національної спілки художників України м. Києва;
- 2005 — персональна виставка «Світ добра та краси» у художньому музеї м. Дніпропетровська присвячена 25-річчю творчої діяльності;
- 2005 — Міжнародна виставка «Ми з України» в м. Торонто (Канада);
- 2006, 2007, 2008 та 2010 — персональні виставки на загальнодержавних виставкових акціях «Барвиста Україна»;
- 2009-2012 — фестиваль-ярмарок «Петриківський дивоцвіт»;
- 2011 — IV Міжнародний форум Дизайн-освіти (І–II місце).

### Колективні виставки
- 2010 — виставка «Спадковість поколінь» у Дніпропетровському художньому музеї, де були представлені твори чотирьох поколінь майстринь: Т. Я. Пати, Ф. С. Панко, Т. А. Гарькавої та студентів;
- 2013 — виставки робіт Т. А. Гарькавої та її студентів у Бельгії, Болгарії, Білорусі, Кувейті, Греції, Китаї, Туркменістані, Узбекистані, Франції.

## Місця зберігання творів
Твори Тетяни Гарькавої зберігаються у:
- Дніпропетровському художньому музеї;
- Дніпропетровському національному історичному музеї ім. Д. І. Яворницького;
- Національному музеї українського народного декоративного мистецтва (м. Київ);
- Запорізькому художньому музеї;
- Національному музеї етнографії Росії (м. Санкт-Петербург);
- Музеях Канади, США, Великої Британії, Франції та Австралії;
- Приватних колекціях в Україні та за кордоном.

## Публікації
- Тетяна Гарькава. Петриківський декоративний розпис [Текст]: [каталог виставки]. — Дніпропетровськ: [б. в.], 2006. — 17 с. : ілюстр. — 10.00 р.